# Pejarakan (Jabon)
Pejarakan is een bestuurslaag in het regentschap Sidoarjo van de provincie Oost-Java, Indonesië. Pejarakan telt 1408 inwoners (volkstelling 2010).